# Bill Shankly
William "Bill" Shankly, OBE (Glenbuck, Escòcia, 2 de setembre de 1913 – Liverpool, Anglaterra, 29 de setembre de 1981) fou un jugador i entrenador de futbol escocès, conegut pels èxits aconseguits amb el Liverpool FC.